# Mogotes (Santander)
Mogotes es un municipio colombiano ubicado en el departamento de Santander. Es reconocido principalmente por ser centro de producción ganadera del departamento, también se le conoce por haber sido uno de los epicentros de las acciones comuneras.

## Toponimia
"Mogotes" podría provenir de la palabra guante Monguate, la cual etimológicamente puede explicarse así: mon quiere decir "baño"; gua: "sierra", "monte" o "colina" y te: "boquerón". De modo que toda la palabra significaría “baño en el Boquerón de la sierra”, o “baño en el riachuelo que nace en el boquerón de la sierra”. También podría provenir de la palabra mogote, definida por la RAE como "cualquier elevación de terreno que recuerde la forma de un monte", y como un "montículo aislado de forma cónica y rematado en punta roma", lo que recuerda el relieve de algunas zonas del municipio.
Todo parece indicar que la población indígena que existía en el sitio que fue llamado Mogotes no era numerosa, pues para el año de 1602 ya había sido reducida al pueblo de indios que se congregó en Onzaga.

## Localización
El municipio de Mogotes se encuentra entre las coordenadas planas: X= 1.195.000 m.N a la X = 1.225.000 m. N. coordenada Y= 1.109.000 m. E a la Y = 1.138.000 m.E
La cabecera municipal se encuentra localizada geográficamente a 6° 29´ latitud norte y 72° 58´ de longitud oeste con respecto al meridiano de Greenwich.
Límites del municipio:
Territorialmente limita por el norte con el municipio de Molagavita y con Curití; por el oriente con San Joaquín; al occidente con Curití, San Gil y Valle de San José, y al sur con Ocamonte y Charalá. 
Físicamente limita por el norte con el río Chicamocha, que lo separa del municipio de Molagavita; al noroccidente con los altos de la Mesa, y de Manchadores, y la cuchilla de Palo Cortado que lo delimitan del municipio de Curití; al oriente con la quebrada Covaría y las cuchillas del Contento y San Antonio, el alto de los Cacaos, que lo limitan con San Joaquín; al sur la cuchilla de San José, los ríos Riachuelo y Santa Lucía que lo separan de Coromoro, Charalá y Ocamonte, y al occidente la quebrada la Vega y el río Guare que lo separan del municipio de Valle de San José, y el río Mogoticos del municipio de San Gil.
Extensión total: 487,86 km²
Extensión área urbana: 0,63 km²
Extensión área rural: 487,2 km²
Altitud (metros sobre el nivel del mar): 1700
Temperatura media: 18.6 C.
La cabecera municipal está ubicada a 33 km del municipio de San Gil, a 29 de San Joaquín y a 47 de Onzaga, en el margen izquierdo del río Mogoticos, y en su margen derecha se encuentran los barrios La Lomita y 29 de Octubre.

## División Político-Administrativa
Además de su cabecera municipal, Mogotes tiene bajo su jurisdicción los siguientes centros poblados:
- Los Cauchos
- Pitiguao

## Reseña histórica
La zona que hoy forma el municipio de Mogotes fue habitada por los indios guanes, primeros moradores de la región, quienes reconocían al cacique Guanentá o señor de Guane, como jefe máximo.

###### Erección de la Viceparroquia
En el año de 1702 los feligreses del valle de Mogotes, agregados desde 1623 a la doctrina del pueblo de indios de Onzaga y parte de la jurisdicción de la ciudad de Tunja, iniciaron las diligencias requeridas para su desagregación de este doctrinero y su erección en parroquia independiente bajo la advocación de Nuestra Señora del Rosario de Chiquinquirá y Santa Bárbara de Mogotes.
Opuesto a perder tan pingüe feligresado, el doctrinero de Onzaga levantó una información de testigos para controvertir las razones alegadas por el vecindario de Mogotes, especialmente las que hacían obstáculos interpuestos por ríos caudalosos. Ante la tozudez de éstos, quienes amenazaron con agregarse a la villa de San Gil o al pueblo de Curití, dadas las menores distancias a recorrer para asistir a los oficios religiosos, fueron eregidos al año siguiente en viceparroquia de Mogotes, si bien dependiente del cura de Onzaga, quien puso allí a un cura como su teniente para la administración eclesiástica de dicho feligresado.

##### Erección de la parroquia de Santa Bárbara de Mogotes
El 26 de mayo de 1704 dos apoderados del feligresado, Cristóbal y Lucas Gualdrón, renovaron la solicitud de erección parroquial ante Alonso de los Santos, el teniente del corregidor de Tunja en Tipacoque.
El 18 de enero de 1706 este poder ya había pasado a don Ignacio Gualdrón de la Peña, quien lo transfirió en la ciudad de Santa fe a dos procuradores de causas en la Real Audiencia. Estos iniciaron la gestión ante el arzobispo Francisco Cossio y Otero, quien determinó inicialmente que el doctrinero de Onzaga tendría que volver a poner un sacerdote permanentemente en Mogotes, o a cambio acudir mensualmente a celebrar la misa en dicho sitio.
Para reforzar sus argumentos, los estancieros de Mogotes protocolizaron el 17 de agosto de 1706 la obligación hipotecaria del pago de la congrua anual del cura y la compra de los terrenos donde edificarían nueva capilla y casa cural.
La oposición del cura doctrinero de Onzaga logró aplazar la licencia de erección parroquial hasta el 24 de enero de 1722, cuando el arzobispo de Santafé, Fray Francisco del Rincón, dictó el auto que declaraba erigida la parroquia de Nuestra Señora del Rosario de Chiquinquirá y Santa Bárbara de Mogotes. El Virrey Jorge Villalonga confirmó este auto tres días después.

###### Creación del distrito parroquial de Mogotes
Durante buena parte del tiempo neogranadino los vecindarios de Mogotes y Petaquero pertenecieron, al igual que el de la parroquia de Cincelada y el del pueblo de indios de Onzaga, a la jurisdicción de la ciudad de Tunja. En el año de 1699 el corregidor de Tunja pasó de visita por el alto de Mogotes y comprobó que éste y el llano del mismo nombre eran “en jurisdicción de la ciudad de Tunja”.
Esta situación fue modificada durante la visita de José María Campuzano y Lanz, quien propuso la reestructuración administrativa del corregimiento de Tunja. Fue sólo entonces, en el año de 1776, cuando la parroquia de Mogotes se incorporó a la jurisdicción del cabildo de la villa de San Gil.
Al organizarse la República, Mogotes se convirtió en un distrito parroquial del cantón de San Gil. Con la creación del Estado de Santander pasó a integrar el Departamento de Guanentá y gracias a la población que mostró en el censo de 1870 (7.046 habitantes) recibió la categoría de villa.

###### Creación del municipio de Mogotes
Al constituirse el régimen municipal del departamento de Santander en 1887, por decreto del gobernador Peña Solano, Mogotes se convirtió de inmediato en municipio de la provincia de Guanentá.

## Patrimonio natural y Cultural

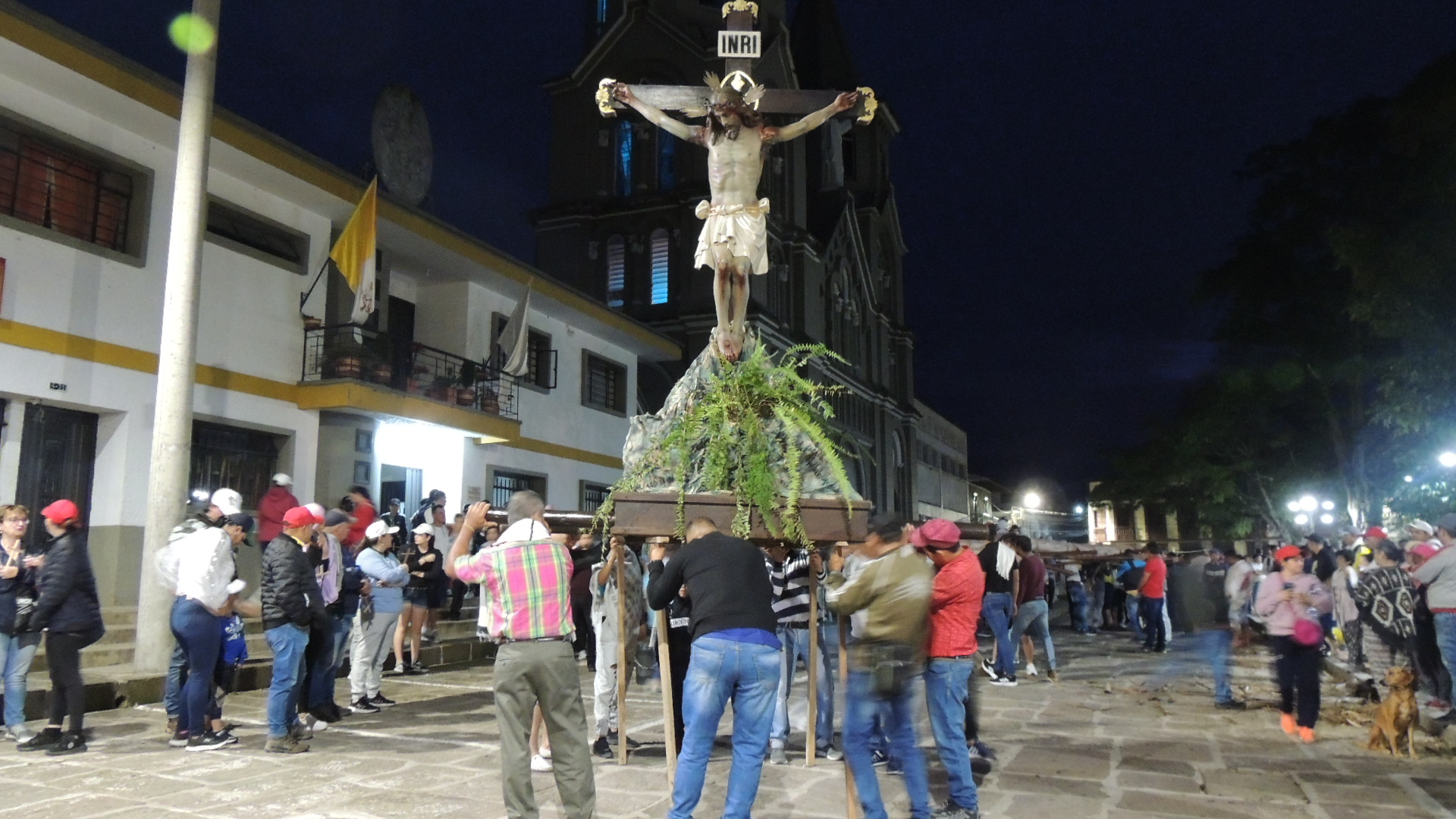
Procesión con la cruz a cuestas en la madrugada del Viernes Santo, Mogotes.

Dentro de sus riquezas naturales y culturales encontramos el Hoyo de los Pájaros, la Cueva del Indio, el Pozo del Pino, la Cascada del Diablo, el Parque de los Arrayanes y la Cueva Rica, también conocida como la "Capilla Sixtina de Guanentá", un lugar con una riqueza invaluable, donde se puede encontrar alrededor de 300 pictogramas de los indígenas guanes, los cuales habitaron este territorio. 
También existe un distrito de manejo integrado que busca la protección del roble blanco (colummbus albanus) y del roble negro  (querkuas humbolthi), además de una cantidad de recursos de fauna y flora entre ellos: el oso de anteojos, las oropéndolas, el colibrí de cola tijera, la pava, los monos aulladores y orquídeas.

## Economía
Su sustento económico se deriva principalmente del cultivo de la caña de azúcar, el fique, el bocadillo de guayaba, el café, la yuca y la minería extractiva (lavado y extracción de arena).

## Topografía
Con excepción de la llanura donde se levanta la población y de algunas riberas de los ríos y quebradas, el relieve es sumamente escarpado; emergen alturas como Alto del Canelo, Alto de las Flores, Alto de Gaital, Alto de los Cacaos, Cuchilla de San José, Alto de Resina, Alto de los Chicharrones y Pico de la Judía.

## Datos básicos
- Según algunos historiadores, fue allí donde se gestó la Rebelión comunera.
- Su término municipal es atravesado por el río Chicamocha.